# Осорто, Франсиско
Франси́ско Сальвадо́р Осо́рто Гуарда́до (исп. Francisco Salvador Osorto Guardado; 20 марта 1957, Ла-Уньон — 26 февраля 2023, Сан-Сальвадор) — сальвадорский футболист, играл на позиции защитника, участник чемпионата мира 1982 года.

## Биография

### Клубная карьера
Осорто был воспитанником клуба «Мунисипаль Лименьо», а затем выступал за эту команду до 1976 года. В том же году Осорто стал игроком клуба «Луис Анхель Фирпо», в котором играл один сезон. В 1977 году Осорто перешёл в «Сантьягеньо», в котором играл шесть сезонов, а в 1980 году выиграл чемпионский титул.
В 1983 году Осорто вернулся в «Мунисипаль Лименьо», в котором играл следующие четыре сезона. Последним клубом в карьере для Осорто стал «Исидро», в котором в 1992 году он завершил карьеру.

### Карьера в сборной
В составе сборной Сальвадора принимал участие в чемпионате мира 1982 года, где сыграл в двух матчах на групповом этапе со сборными Бельгии (0:1) и сборными Аргентины (0:2). На этом турнире сборная Сальвадора не вышла из группы, проиграв все три матча.

### Смерть
Скончался 26 февраля 2023 года в возрасте 65 лет после продолжительной болезни.

## Достижения
«Сантьягеньо»
- Чемпион Сальвадора (1) : 1979/80